# Список серий аниме One Piece (серии 131—206)
Здесь представлен список серий 131—206 аниме One Piece, их краткое содержание, даты выхода на родине, а также главы манги, по которым они сняты. Сезон делится на сюжетные арки — фрагменты сериала, объединённые общим сюжетом. Некоторые сюжетные арки являются экранизацией событий манги, изображённых на обложках различных глав.

## Список серий

### Приключения после Алабасты (филлер)
| 131 | Первый пациент! Секрет боевых пилюль «Хадзимэтэ но куранкэ! Рамбуру бо:ру хива» (はじめての患者（クランケ）！ランブルボール秘話)                                 | Нет (филлер) | 3 ноября 2002 года  |
| Вскоре после отплытия из Алабасты Пираты Соломенной шляпы решают причалить к необитаемому острову в форме ананаса, чтобы запастись провиантом и водой. Чоппера оставляют сторожить корабль вместе с Нико Робин, и, пока они проводят время вместе, Чоппер рассказывает Робин о том, как он изобрёл боевые пилюли, увеличивающие его способности Дьявольского плода, и о том, как его первым пациентом стала сама докторина Куреха. | |              |                     |
| 132 | Мятеж штурмана! Во имя непоколебимой мечты! «Ко:каси но ханран! Юдзурэнаи юмэ но тамэ ни!» (航海士の反乱！ゆずれない夢の為に！)                                  | Нет (филлер) | 10 ноября 2002 года |
| К «Гоинг Мерри» причаливает эксцентричный странствующий торговец по имени Рис Рис. Узнав, что он находится на пиратском корабле, он в спешке оставляет товар, который приглянулся героям. Остаётся и «тысячелетняя бумага», заинтересовавшая Нами. На ней она начинает рисовать карту мира, но ей мешают остальные члены команды, постоянно совершающие глупости. | |              |                     |
| 133 | Унаследованный рецепт! Санджи, эксперт по карри «Укэцугарэру рэсипи! Карэ: но тэцудзин Сандзи» (受け継がれる夢！カレーの鉄人サンジ)                              | Нет (филлер) | 17 ноября 2002 года |
| Пираты Соломенной шляпы натыкаются на флотилию Морского дозора в тумане. Так получается, что на борт «Гоинг Мерри» попадает мальчик по имени Тадзио, поварёнок с корабля Морского дозора. Сегодня день карри, когда коки готовят высоким чинам дозорных это блюдо. Санджи проникает вместе с Луффи и Тадзио на корабль Морского дозора и помогает ему приготовить карри, давая юному повару подсказки различными намёками. | |              |                     |
| 134 | Я заставлю его расцвести! Мужественный восьмифутовый фейерверк Усоппа «Сакасэтэ мисэмасу! Отоко Усоппу хассяку дама» (咲かせてみせます！男ウソップ八尺玉)        | Нет (филлер) | 24 ноября 2002 года |
| Команда Соломенной шляпы причаливает к Острову Фейерверков, где проходит ежегодный фестиваль, посвящённый пиротехнике. Усопп в надежде получить чуть-чуть пороха идёт к мастерам-пиротехникам. Там он знакомится со стариком Одамой и его внучкой Кодамой. «Став их учеником», он узнаёт о Заряде 205 — огромном фейерверке, которым раньше заканчивали фестиваль, а также о связанном с ним инциденте, который унёс жизни родителей Кодамы. Девочка желает возродить традицию запуска Заряда 205 и осуществить мечту родителей, но Одама не позволяет ей этого сделать. Усоппу предстоит помочь сделать ежегодный фестиваль незабываемым. | |              |                     |
| 135 | Печально известный «Охотник на пиратов»! Странствующий фехтовальщик Зоро! «Уваса но кайдзоку гари! Сасурай но кэнси Дзоро!» (噂の海賊狩り！さすらいの剣士ゾロ！) | Нет (филлер) | 30 ноября 2002 года |
| В этой серии показана история Ророноа Зоро до того, как он встретился с Луффи на базе каперанга Моргана. Джонни и Ёсаку собираются захватить бандита в баре по имени Билли, но его побеждает Зоро, тогда ещё охотник за головами. Дик, брат Билли, со своей бандой нападает на деревню, но Джонни, Ёсаку и Зоро удаётся защитить мирных жителей. Таким образом, Джонни и Ёсаку становятся друзьями с Зоро. | |              |                     |

### Козий остров (филлер)
| 136 | Зенни, живущий на Козьем острове! Пиратский корабль на вершине горы! «Яги но сима но Дзэнии то яма но нака но кайдзокусэн» (ヤギの島のゼニィと山の中の海賊船) | Нет (филлер) | 8 декабря 2002 года  |
| Преследуемые кораблями Морского дозора Пираты Соломенной шляпы пристают к тропическому острову, расположенному за опасными рифами. Отправившись исследовать остров, Луффи и его команда встречает чудаковатого старичка по имени Зенни, который живёт со стадом диких коз и заявляет, что ненавидит пиратов. Следующей же ночью Пираты Соломенной шляпы находят на вершине корабль с Весёлым Роджером на мачте. | |              |                      |
| 137 | Как вам такая прибыль? Амбиции ростовщика Зенни! «Мо:каримакка? Канэкаси Дзэнии но ябо:» (儲かりまっか? 金貸しゼニィの野望)                                   | Нет (филлер) | 15 декабря 2002 года |
| Узнав от Чоппера, что старик Зенни умирает, Пираты Соломенной шляпы решают скрасить последние дни его жизни, кормя его вкусной едой, помогая по хозяйству, играя с ним в шахматы, достраивая корабль на горе (который, как оказалось, является его будущей могилой). Тем временем в ближайшем штабе Морского дозора некоторые дозорные начинают охоту за сокровищами, которые якобы имеются у Зенни.            | |              |                      |
| 138 | Где же сокровище? Пираты Зенни наступают! «Сима но отакара но юкуэ! Дзэнии кайдзокудан сюцугэки!» (島のお宝の行方！ゼニィ海賊団出撃！)                        | Нет (филлер) | 22 декабря 2002 года |
| Морской дозор устраивает ловушку и захватывает в плен пиратов Соломенной шляпы. Однако вдруг появляется Зенни на своём корабле, который он, мечтая стать пиратом, спускает с горы прямо в бухту, где Морской дозор окружил Луффи и остальных. Пока Луффи помогает Зенни драться, как настоящий пират, остальные всё еще опасаются за здоровье старика.                                                          | |              |                      |

### Остров Рулука (филлер)
| 139 | Легенда о Радужном тумане! Старик Хэндзо с острова Рулука «Нидзи:ро но кири дэнсэцу! Рукукадзима но ро:дзин Хэндзо» (虹色の霧伝説！ルルカ島の老人ヘンゾ) | Нет (филлер)            | 5 января 2003 года  |
| Убегая от капитана Морского Дозора Паски, Пираты Соломенной шляпы причаливают к острову Рулука. Отказавшись платить налог за причал, они переходят дорогу алчному мэру Вэттону, его сыну Флипу и внуку Лэйку, которые обирают жителей подобными налогами. Луффи, Робин и Усопп знакомятся со стариком по имени Хэндзо, который изучает феномен, известный, как «Радужный туман». Для своих исследований Хэндзо построил башню, и при этом мэр Вэттон финансирует исследования Хэндзо за счёт налогов жителей. В конце концов, заметив туман, Хэндзо уводит «Гоинг Мерри» вместе с Луффи, Зоро, Усоппом и Робин прямо внутрь него. В это время Санджи, Чоппер и Нами, отправившиеся за покупками, сталкиваются с Лэйком, намеренным получить с них налог. | |                         |                     |
| 140 | Жители Небывалых земель! Тыквенные пираты! «Эйэн но куни но дзю:нин! Пампукин кайдзоку дан!» (永遠の国の住人！パンプキン海賊団！)                        | Нет (филлер)            | 12 января 2003 года |
| Пройдя в туман, Луффи, Хэндзо и остальные попадают в Эйпс-Концерт - кладбище кораблей, из которого невозможно выйти. Там полно сокровищ, но сокровища сторожат пятеро детей. Главу детей зовут Рапануй, и, как оказывается, они являются друзьями детства Хэндзо, пропавшими в Радужном тумане 50 лет назад. Ради того, чтобы их найти, Хэндзо и начал исследовать туман. Тем временем Санджи, Чоппер и Нами удаётся избежать оплаты налога: капитан Паска из-за угла стреляет монетой в Лэйка и последний, решив, что это оплата налога, рассказывает группе о Радужном тумане, о его сокровищах и о том, что их друзья стали его узниками. Узнав об этом, Нами решает спасти их, а заодно и забрать сокровища. | |                         |                     |
| 141 | Грёзы о доме! Пиратское кладбище без шансов на побег! «Кокю: э но омой! Дассюцу фуно: но кайдзоку хакаба!» (故郷への想い！脱出不能の海賊墓場！)          | Нет (филлер)            | 19 января 2003 года |
| Луффи, Хэндзо и его друзья пытаются найти Рапануя и его друзей, чтобы узнать у них, как выйти из Радужного тумана. Тем не менее, хотя команда Рапануя проникается к Пиратам Соломенной шляпы доверием, Рапануй не доверяет им, и особенно Хэндзо. Когда Хэндзо просит Вэттона по улиткофону их вызволить, Рапануй ещё сильнее начинает ненавидеть Хэндзо: 50 лет назад Вэттон был пиратом, который сжёг Рулуку, поэтому Рапануй и остальные были вынуждены сбежать в Радужный туман. Тем временем, Нами отправляется в туман, а Санджи и Чоппер держат веревку, привязанную к лодке, с помощью которой Нами с друзьями смогли бы выбраться. На пристани появляется Вэттон и, решив, что Пираты Соломенной шляпы хотят забрать его сокровища, пытается им помешать. | |                         |                     |
| 142 | Яростная схватка! Планы Вэттона и Радужная башня «Рансэн хиссу! Уэттон но ябо: то нидзи но то:» (乱戦必至！ウエットンの野望と虹の塔)                     | Нет (филлер)            | 26 января 2003 года |
| Несмотря на то, что Рапануй не доверял Хэндзо, он всё равно осознаёт, что Хэндзо друг его детства. Хэндзо был вынужден поступить к Вэттону на службу, чтобы вытащить своих друзей из тумана. Луффи, балуясь с пространственным искажением Радужного тумана, случайно попадает вместе с Рапануем в измерение между Радужным туманом и внешним миром. Нами приплывает в туман и встречается с командой, но лодку угоняет Ян, соратник Вэттона, вместе с детьми заточённый в тумане. После этого Ян возвращается во внешний мир. Вэттон, встретившись с Яном, трансформирует Радужную башню, созданную Хэндзо, в туннель, ведущий в туман, и вводит туда свои войска, чтобы те забрали оттуда все богатства с затонувших кораблей. В результате Луффи и Рапаную удаётся выбраться из измерения на границе тумана.                                                                                        | |                         |                     |
| 143 | Так зародилась легенда! В мир по ту сторону радуги «Соситэ дэнсэцу га хадзимару! Идза нидзи но каната э» (そして伝説が始まる！いざ虹の彼方へ)            | Филлер + 218 (частично) | 2 февраля 2003 года |
| Луффи встречается с Вэттоном, выгружающим со своими подручными все сокровища с корабля. После поражения Вэттон сбегает из тумана, предварительно взорвав Радужную башню. Взрыв приводит к разрушению пространства Эйпс-Концерт. Герои находят выход из тумана, однако он вот-вот закроется. Не имея попутного ветра или вёсел, Рапануй с друзьями, пообещав Хэндзо вернуться, отправляются на обломки корабля, на котором остались боеприпасы, чтобы создать мощный взрыв, который вытолкнет корабль через портал. Вернувшись в свой мир, герои встречаются с капитаном Паской, который арестует Вэттона и его шайку. Выясняется, что Паска - это Рапануй, и в его команде все остальные друзья Хэндзо. Он выдумывает отговорку не ловить команду Луффи и отпускает их. Команда, попрощавшись с Хэндзо, отчаливает от Рулуки, однако их ожидает новая напасть: на них сверху падает огромный корабль. | |                         |                     |

## «Небесный Остров»

### Джая
| 144 | Заворожённый Лог-Пос! Подводный король Масира! «Убаварэта кироку! Сарубэ:дзи о: Масира!» (奪われた記録！サルベージ王マシラ！)                                     | 218, 219, 220 | 9 февраля 2003 года  |
| На корабль героев падает огромный галеон. Во время суматохи Нами замечает, что Лог-Пос указывает вверх. Робин рассказывает о небесном острове, на который настроился Лог-Пос, и Луффи решает отправиться на него. Чтобы найти способ попасть в небо, Луффи, Зоро и Санджи ныряют в аквалангах и осматривают упавший с неба корабль. Однако появляются пираты Масиры во главе с «Королём Судоподьёма» Масирой — обезьяноподобным человеком, который добывает сокровища с затонувших кораблей. Оставшимся на «Гоинг Мерри» приходится утаивать от него, что на затонувшем корабле Луффи, Зоро и Санджи. Тем временем Луффи и остальные избивают нырнувших в воду членов команды Масиры, и тот ныряет к кораблю. Сразу после этого появляется гигантская черепаха и съедает затонувшее судно вместе со всеми его «гостями». | |               |                      |
| 145 | Появление чудовищ! Не трожь пиратов Белоуса «Кайбуцу то:дзё! Сирохигэ итими ни ва тэ о дас на» (怪物登場!白ひげ一味には手を出すな)                                | 221, 222, 234 | 16 февраля 2003 года |
| Луффи, Зоро и Санджи чудом спасаются изо рта черепахи. Они собираются уплывать, так как Масира буянит из-за того, что Пираты Соломенной Шляпы взяли с корабля «его» сокровища. Вдруг небо темнеет, и все видят гигантские образы монстров. Пираты Соломенной шляпы быстро уплывают в страхе, причём Масира остаётся на борту «Гоинг Мерри». Позже, когда «Гоинг Мерри» отрывается от монстров, Масиру пинком прогоняют с корабля. Узнав о том, что Луффи и остальные не принесли ничего полезного, Нами разочаровывается, однако Робин удалось стащить Вечный Пос с корабля Масиры. Он указывает на остров Джаю, и команда решает плыть туда в поисках информации о небесном острове. Тем временем Багги пересекается с Эйсом, и они становятся друзьями. | |               |                      |
| 146 | Долой мечты! Город издёвок Мок-Таун! «Юмэ о миру на! Адзакэри но мати Мокку-Таун!» (夢を見るな!嘲りの街モックタウン!)                                             | 222, 223, 224 | 23 февраля 2003 года |
| Попав на Джаю, Луффи, Зоро и Нами отправляются искать информацию о небесном острове. Они идут в город Мок-Таун, где царит разгул пиратства. Нами предупреждает Луффи и Зоро, чтобы те не впутывались в неприятности и не начинали драку. Войдя в бар, Нами пытается разузнать у бармена о небесном острове, но тут команда сталкивается с пиратами Беллами. Капитан пиратов Беллами — «Гиена» Беллами считает, что мечты отжили своё, что только идиоты верят в них, и что небесный остров, равно как и величайшее сокровище Ван-Пис, является «пиратской байкой». Он издевается над Луффи и Зоро, всячески их избивая. Все пираты в баре также смеются над Луффи, Зоро и Нами. Луффи говорит Зоро, чтобы тот, несмотря ни на что, не начинал бой и не давал сдачи. | |               |                      |
| 147 | Величайшие пираты! Человек, толкующий о мечтах, и Король сонара «Кайдзоку но таками! Юмэ о катару отоко то кайтэй синсаку о:» (海賊の高み!夢を語る男と海底探索王) | 225, 226      | 9 марта 2003 года    |
| Нами выводит избитых Луффи и Зоро из бара. Мужик-посетитель бара, с которым у Луффи в предыдущей серии был спор незадолго до инцидента с Беллами, останавливает их и заявляет, что пиратские мечты всё ещё живы. После возвращения на корабль герои узнают от Робин об изгнанном из Мок-Тауна мечтателе Монблане Крикете, который живёт на другом берегу Джаи, и решают разузнать о небесном острове у него. По пути они встречаются с «Королём Сонара» Сёдзё, братом Масиры. Узнав, что Луффи с друзьями «дали пинка» Масире, Сёдзё нападает на них. Тем временем Беллами подслушивает разговор завсегдатаев кабака и узнаёт, что у Крикета имеется много золота. | |               |                      |
| 148 | Легендарный род! Лгунишка Ноланд «Дэнсэцу но итидзоку! Усоцуки Но:рандо» (伝説の一族!「うそつきノーランド」)                                                      | 227, 228      | 16 марта 2003 года   |
| Пираты Соломенной Шляпы сбегают от Сёдзё и плывут к Крикету. Герои находят на столе возле его дома книгу из Норд-Блу «Лгунишка Ноланд». В ней повествуется о путешественнике Ноланде, которого казнили за 400 лет до действия сериала за то, что он якобы соврал о существовании на некоем острове Города Золота. Сразу после этого из воды выскакивает мужчина с наростом в виде каштана на голове. Напав на героев, он вдруг неожиданно падает в обморок: он болен кессонной болезнью. Пираты относят его в дом и ухаживают за ним, как вдруг объявляются Сёдзё и Масира. Как оказывается, они друзья Крикета. Увидев, что герои ухаживают за Крикетом, Масира и Сёдзё тут же забывают старые разногласия с ними. Когда Крикет приходит в себя, Луффи спрашивает у него, как попасть на небесный остров. Рассмеявшись в начале, Крикет говорит, что единственным, кто верил в существование небесного острова, был Ноланд. Крикет рассказывает историю своей семьи. Он — потомок Монблана Ноланда, того самого «лгунишки». Он ненавидит своего предка за то, что из-за него весь его род был заклеймён позором. Но на самом деле Ноланд не был лжецом и дурачком, каким его показали в книге. Крикет вышел в море в надежде сбежать от позора своей семьи и стал пиратом, однако судьба привела его на Джаю — тот самый остров из сказки. Расставшись с командой, Крикет стал нырять в море в надежде найти доказательства, что Ноланд был прав и Город Золота есть на самом деле. Чуть позже к нему присоединились поклонники книги — Сёдзё и Масира: они тоже верят, что Ноланд не врал, и хотели это доказать. Вместе они нашли несколько золотых слитков. Луффи снова просит Крикета рассказать о небесном острове, и тот даёт судовой журнал Крикета, где есть множество намёков на существование этого острова. Крикет говорит Сёдзё и Масире, что он хочет помочь Луффи и его команде. | |               |                      |
| 149 | Вперёд, к облакам! Поймать Южную птицу! «Кумо кадзи иппай! Саусба:до о оэ!» (雲舵いっぱい！サウスバードを追え！)                                                  | 229, 230      | 23 марта 2003 года   |
| Крикет рассказывает всё, что знает о небесном острове. Та самая резкая темнота, что произошла незадолго до нынешних событий, произошла из-за Царь-Облаков: особых необычайно плотных облаков, на которых и находится небесный остров. Также, он рассказывает о Нок-Ап-Стриме, мощном течении, бьющем вверх. Оно-то и должно доставить героев на небесный остров. Лучшая возможность отправиться туда – завтра утром. Крикет, Масира и Сёдзё соглашаются модернизировать «Гоинг Мерри» для подъёма по Нок-Ап-Стрим. Друзья устраивают вечеринку, во время которой Крикет показывает найденные им на дне золотые слитки. Один из слитков выглядит, как Южная птица. Внезапно Крикет вспоминает, что им необходимо поймать такую птицу: плыть им придётся на юг, а на Гранд-Лайн обычный компас не работает. Однако Южные птицы имеют врождённое чувство направления, и их голова всегда указывает на юг. Пираты Соломенной шляпы отправляются в лес, даже не подозревая, что Южная птица настроена чересчур враждебно. Она натравливает на героев различных тварей с целью прогнать нежеланных гостей. Тем временем Беллами, разузнав о Крикете всё, что можно, вместе с командой отправляется к нему с целью отнять у него золото. | |               |                      |
| 150 | Мечты не сбудутся?! Беллами против Обезьяньего альянса! «Гэнсо: ва канаванай?! Бэрами: тай Саруяма Рэнго:» (幻想は叶わない！？ベラミーVS猿山連合)                 | 231, 232      | 13 апреля 2003 года  |
| Луффи и друзья, несмотря на препятствия в виде различной лесной живности, всё-таки ловят Южную птицу. Беллами со своей шайкой наносят поражение Крикету, Масире и Сёдзё, и уходят, забрав с собой золото, найденное Крикетом на дне моря. Вернувшись, Луффи узнаёт, что Беллами напал на Крикета, и решает вернуться в Мок-Таун, чтобы вернуть золото и отомстить Беллами. Сидя в харчевне, пираты Беллами узнают, что за Луффи награда составляет уже сто миллионов белли, но считают, что листовка о розыске поддельная. | |               |                      |
| 151 | Тот, кто стоит сто миллионов! Величайшие силы и Чёрная борода! «Итиоку но отоко! Сэкай сайко: кэнрёку то кайдзоку Курохигэ» (一億の男！世界最高権力と海賊黒ひげ)  | 232, 233, 234 | 20 апреля 2003 года  |
| После непродолжительной стычки Луффи лишает Беллами сознания с одного удара, и те, кто раньше смеялся над Луффи и его командой, понимают, что на самом деле он сильнее, чем любой из них, и спасаются бегством. Луффи бежит с золотом обратно к Крикету, но человек, который говорил о мечтах в 147 серии, Маршалл Д. Тич, видит листовку с наградой за голову Луффи и решает поймать его, чтобы сдать Дозору. Один из членов его команды, Лаффит, появляется на собрании семи Великих корсаров и верхушки Морского Дозора во главе с Сэнгоку, дабы предложить Тича на место Великого Корсара взамен Крокодайла, которого лишили поста. Пять Верховных Старейшин обсуждают то, как Белоус и Шанкс связались: Шанкс обеспокоен тем, что Эйс гонится за Чёрной Бородой. Белоус, тем не менее, прогоняет посла от Шанкса, Рокстара, и говорит, что свяжется с Шанксом только лично. | |               |                      |
| 152 | Летим в небо! Верхом на Восходящем потоке! «Фунэ ва сора о юку! Нокку-Аппу-Сутори:му ни норэ» (船は空をゆく！突き上げる海流（ノックアップストリーム）に乗れ)      | 235, 236      | 27 апреля 2003 года  |
| Попрощавшись с Крикетом, «Гоинг Мерри» плывёт за кораблями Масиры и Сёдзё к месту Нок-Ап-Стрима. Когда внезапно падает темнота, поднимается водоворот. Масира и Сёдзё забрасывают «Гоинг Мерри» в центр водоворота, но там Пиратов Соломенной Шляпы настигает Чёрная Борода. От него Луффи и друзья узнают, что награда за Луффи была повышена, а за Зоро впервые назначена. Когда Чёрная Борода хочет схватить Луффи, поднимается Нок-Ап-Стрим, который разрушает плот пиратов Чёрноё Бороды. «Гоинг Мерри» поднимается вверх по течению через Царь-Облака к небесному морю. | |               |                      |

### Скайпия
| 153 | Облачный океан! Рыцарь поднебесья и врата рая! «Коко ва сора но уми! Сора но киси то тэнгоку но мон» (ここは空の海！空の騎士と天国の門)                                                       | 237, 238          | 4 мая 2003 года       |
| «Гоинг Мерри» поднимается сквозь Царь-Облако на потоке Нок-Ап-Стрим и оказываются в море, состоящем из облаков. Тич решает не гнаться за Луффи, поскольку считает это бессмысленной затеей. Все поражены красотой небесного моря. Усопп предпринимает попытку поплавать в небесном море, но едва не сваливается с облаков из-за того, что у небесного моря нет дна и вода с очень низкой плотностью. Герои обнаруживают местную живность, которая с течением эволюции видоизменялась, чтобы приспособиться к морю без дна. Вдруг на Пиратов Соломенной шляпы нападает человек в маске быка, вооружённый огромной пушкой и скользящий по облачному морю, однако его останавливает рыцарь небес Ган Фолл. Он предлагает героям свои услуги в качестве защитника от подобного рода мятежников и прочих опасностей, но, узнав, что они поднялись по смертельно опасному течению Нок-Ап-Стрим и, к тому же, не потеряли никого из команды, дарит им свисток, благодаря которому можно вызвать рыцаря на помощь. Когда Ган Фолл улетает на своей птице по имени Пьер, который съел Дьявольский плод Лошадь-Лошадь и может превращаться в подобие пегаса, друзья продолжают свой путь и находят «Райские врата». У врат их встречает престарелая привратница по имени Амазон, от которой становится ясно, что для того, чтобы попасть на Скайпию, нужно заплатить по миллиарду экстолов за человека. Впрочем, Амазон пускает путников даже несмотря на то, что они не заплатили, и те поднимаются по петляющей облачной реке на более высокие облака. Привратница предупреждает некого «Всевышнего» и его жрецов о семи чужаках, что посмели вторгнуться на Скайпию, святую землю. | |                   |                       |
| 154 | Божья обитель Скайпия! Ангелы на облачном пляже! «Ками но куни Сукайпия! Кумо но нагиса но тэнси тати» (神の国スカイピア！雲の渚の天使たち)                                                   | 239, 240          | 11 мая 2003 года      |
| Герои наконец-то попадают в Бело-Белое море и швартуются к берегу Ангельского Пляжа. Там они знакомятся с местной девушкой по имени Конис и её отцом Пагаей. Конис и Пагая рассказывают героям о вейверах — лодках, которые могут плыть даже в штиль, а также о ракушах - ракушках, которые обладают различными свойствами (например, благодаря Дуй-Ракушам и движутся вейверы). Вейверы очень сложны в управлении, но Нами сходу осваивает его (к досаде Луффи, который, попытавшись поплавать на нём, тут же пошёл на дно). В то время, как Нами продолжает плавать на вейвере, остальные отправляются в гости к новым знакомым. Но Нами задерживается, и Конис и Пагая начинают беспокоиться: они не предупредили, что есть место, куда простолюдинам ни за что нельзя ступать. Это заповедные земли, где дом Божий — Высший Двор. | |                   |                       |
| 155 | Запретная земля! Остров бога и суд божий! «Киндан но сэйти! Ками но суму сима то тэн но сабаки!» (禁断の聖地！神の住む島と天の裁き！)                                                         | 241, 242          | 18 мая 2003 года      |
| Конис и Пагая рассказывают героям о Высшем Дворе и о том, что любого, кто ступит на заповедные земли, ждёт кара Божья. Нами, которая и в самом деле подобралась к Высшему Двору, стала свидетелем убийства мужчины, который пытался сбежать оттуда: некий свет с небес просто уничтожил его (при этом тот самый «мятежник» также пытался это сделать, но, не успев, убрался восвояси). Преследовавшие мужчину жрецы Бога — Гэдацу, Сатори, Сюра и Ом, говорят о семи вторженцах, о которых доложила старуха Амазон. Нами понимает, что речь идёт о её команде, и спешит обратно к берегу, чтобы предупредить друзей об опасности. Тем временем, Луффи, воодушевлённый рассказом Конис и Пагаи, стремится скорее «спасти Нами», от чего его тщетно пытается отговорить Усопп. В этот же миг героям буквально подползает некая группа людей, именуемая «Белыми Беретами». | |                   |                       |
| 156 | Уже преступники?! Стражи порядка Скайпии! «Хаяку мо хандзайся?! Сукайпиа но хо: бандзин» (早くも犯罪者！？スカイピアの法の番人)                                                               | 242               | 8 июня 2003 года      |
| Белые Береты во главе с капитаном Маккинли обвиняют Пиратов соломенной шляпы в неуплате за въезд на Скайпию. Пока герои ждут Нами, у которой, по идее, есть деньги на уплату штрафа, Маккинли придирается к Луффи и остальным по пустякам и приписывает им различного рода преступления. Когда Нами, наконец, прибывает, чтобы предупредить друзей об опасности, она, услышав сумму штрафа, машинально сбивает Маккинли на вейвере. В конце концов, Белые Береты атакуют Луффи и остальных, но Луффи их побеждает. Маккинли присваивает им преступление второго класса и говорит, что теперь их будут судить жрецы Высшего двора. | |                   |                       |
| 157 | Нам не сбежать?! Время божественного испытания! «Дассюцу нару ка?! Угокихадзимэта ками но сирэн!» (脱出なるか！？動きはじめた神の試練！)                                                      | 243               | 15 июня 2003 года     |
| После приговора за преступления второго класса все Пираты Соломенной шляпы, кроме Луффи, начинают волноваться и стремятся покинуть Скайпию. От Конис Нами узнаёт о Облачной грани — месте, где можно спуститься обратно в Синее море. Пока Луффи, Санджи и Усопп отправляются за припасами, остальные готовят корабль к отплытию, но как только они поднимают якорь, одно из созданий, служащих таинственному богу, хватает корабль и уносит его прочь. Оставшиеся члены экипажа замечают это, и Конис и её отец рассказывают, что теперь их друзья жертвы богу, то есть заложники, чьё назначение — заставить преступников проходить испытание. Также становится известно, что, несмотря на то, что Высший двор является островом, чтобы нормально перемещаться по нему, нужно пройти через один конкретный вход. | |                   |                       |
| 158 | Ловушка на улице Лавли! Всемогущий бог Энель! «Рабури до:ри но вана! Дзэнно: нару Годдо Энэру» (ラブリー通りの罠！全能なる神エネル)                                                           | 244               | 22 июня 2003 года     |
| Луффи, Санджи и Усопп отправляются к Высшему двору, а Конис показывает им дорогу к Ангельскому причалу, откуда они смогут попасть туда. По дороге к причалу они проходят Лавли-стрит, красивую торговую улицу Скайпии, где они сразу замечают недоброжелательное отношение жителей к тем, кого объявили преступниками. На Ангельском причале Конис даёт Пиратам Соломенной шляпы «Каркушу», свою лодку. Луффи замечает странности в поведении Конис и начинает что-то подозревать. Конис признаётся в том, что это она вызвала то создание, похитившее «Гоинг Мерри». Так как её признание — преступление, все остальные скайпийцы разбегаются. Над головой девушки формируется столб синего света, но от смерти её спасает Луффи. Появляется Ган Фолл и берёт Конис под свою защиту. Луффи, Усопп и Санджи отправляются к Высшему двору. | |                   |                       |
| 159 | Вперёд, «Воронок»! К жертвенному алтарю! «Сусумэ Карасумару! Икэниэ но саидан о мэдзасэ» (ラすすめカラス丸！生贄の祭壇を目指せ)                                                               | 245               | 6 июля 2003 года      |
| Усопп, Санджи и Луффи достигают Высшего двора и встречаются с первыми опасностями: многочисленными ловушками вроде топоров-маятников, самострелов с заострёнными кольями и острых как бритва огромных бумерангов, а также с живущими в реке гигантскими небесными миногами. Тем временем оставшиеся Пираты Соломенной шляпы обнаруживают, что «Гоинг Мерри» стоит на верхушке Алтаря жертвоприношений богу Энелю, окружённого небесными акулами. Пока Чоппер остаётся на корабле, чтобы залатать судно, Зоро, Нами и Робин отправляются в лес, каждый со своей целью (Зоро заинтересовала личность таинственного бога, Робин заметила на алтаре письмена, схожие с таковыми на понеглифах, а Нами интересуют затерянные сокровища). Усопп, Санджи и Луффи достигают большого идола, в котором они видят четыре двери, каждая из которых ведёт к своему испытанию. Всего есть четыре испытания: железом, нитью, болотом и шарами. | |                   |                       |
| 160 | Шанс выжить — 10%! Мастер Мантры жрец Сатори! «Сэйдзонрицу дзю: па:сэнто! Мантора цукай но синкан Сатори!» (生存率10%！心綱（マントラ）使いの神官サトリ！)                                    | 246, 247          | 13 июля 2003 года     |
| Команда Нами, путешествуя по лесу, начинает понимать, что Высший двор, в отличие от других небесных островов, состоит из земли, а не из облаков, так же, как и острова в Синем море. Тем временем команда Луффи выбирает испытание шарами и встречаются со своим первым противником — жрецом Сатори. Сатори очень толст и управляет круглыми шарами, большая часть из которых начинена всевозможными ловушками. Также он демонстрирует необыкновенные способности — он предсказывает все удары Пиратов Соломенной шляпы («мантра») и отталкивает их одним прикосновением. В результате команда Луффи теряет свой транспорт, «Каркушу». | |                   |                       |
| 161 | Испытание шарами! Бой в Лесу блужданий! «Тама но сиржн но кё:и! Маёй но мори но сито:» (「玉の試練」の脅威！迷いの森の死闘)                                                                   | 247               | 20 июля 2003 года     |
| Команда Луффи продолжает бой с Сатори и его шарами, не прекращая попытки вернуть свою лодку. Однако все их действия мало помогают. Тогда они решают забыть о лодке и сосредоточить все силы на победе над Сатори, однако практически сразу проигрывают. Тем временем местная девочка что-то выкапывает в пещере под корнями дерева, но её отпугивает команда Нами. На Чоппера нападает другой жрец Энеля, Небесный Наездник Сюра, и Чоппер решает воспользоваться свистком, позвав на помощь Ган Фолла. | |                   |                       |
| 162 | Чоппер в беде! Бывший бог против жреца Суры! «Тёппа: абунай си! Мото ками тай синкан Сюра» (チョッパー危うし！元神VS神官シュラ)                                                               | 248, 249          | 3 августа 2003 года   |
| В доме Ган Фолла Пагая говорит с хозяином о нынешнем положении в Скайпии. Как выясняется, Рыцарь небес был местным богом до того, как пришёл Энель. Также раскрывается, что Скайпия находится в состоянии войны с другим небесным государством — Шандией. Разговор прерывается свистком Чоппера, на которого напал Сюра. Сюра летает на птице, дышащей огнём, и пытается поджечь «Гоинг Мерри». Этот жрец также демонстрирует способность к мантре. Кроме того, он разъяняет, что тот факт, что команда Нами покинула корабль и «сбежала» в лес, усугубил вину Пиратов Соломенной шляпы, поэтому Сюра и напал. Прилетает Ган Фолл и вступает в схватку со жрецом. Тем временем на практически не способную сражаться команду Луффи Сатори направляет одну из самых сильных атак — Шарикового дракошу. | |                   |                       |
| 163 | Загадки сплошь и рядом! Испытание Нитью и Испытание Любовью?! «Макафусиги! Химо но сирэн то кои но сирэн!?» (摩訶不思議！紐の試練と恋の試練！？)                                              | 249, 250          | 10 августа 2003 года  |
| Шариковый дракоша оказывается цепью связанных взрывоопасных шаров, в результате команда Луффи из последних сил пытается от него уворачиваться. Девочка, которую чуть не встретила команда Нами, оказалась Айсой, одной из жителей Шандии — народа, похожего на индейцев, но с крыльями (как оказалось, тот, кто напал на «Гоинг Мерри», когда Пираты Соломенной шляпы только поднялись по Нок-Ап-Стрим, также был шандийцем). Шандийцы планируют напасть на Высший двор, чтобы отвоевать земли, которые четыре века назад были их домом. Тем временем Ган Фолл проигрывает схватку с Сюрой, команда Нами обнаруживает нечто невероятное, а команда Луффи, выяснив, как Сатори управляет своими шарами, наносит ему сокрушительное поражение. | |                   |                       |
| 164 | Зажечь пламя Шандоры! Воин Вайпер «Сяндора но то: о нобосэ! Сэнси Вайпа:» (シャンドラの灯を燈せ！戦士ワイパー)                                                                                | 251               | 17 августа 2003 года  |
| Узнав от девочки Айсы, владеющей мантрой, что один из жрецов и Ган Фолл побеждены, шандийцы решают, что они оба убили друг друга. Предводитель шандийцев, Вайпер, приказывает им наступать. Тем временем команда Луффи, победив Сатори, догоняет свою «Каркушу» и продолжает путь. Чоппера и Ган Фолла спасают от утопления в облаках гигантские Южные птицы, а команда Нами обнаруживает, что Высший двор — это Джая, а точнее, та её часть, на которой располагался Город золота из сказки про лгунишку Ноланда, и которая попала в Скайпию в результате неизвестного катаклизма, возможно, возникшего под островом Нок-Ап-Стрима. | |                   |                       |
| 165 | Город Золота в небесах — Джая! К Божьему Святилищу на всех парусах! «Тэнку: но о:гонкё: Дзяя! Мэдзасэ ками но ясиро» (天空の黄金郷ジャヤ！目指せ神の社)                                       | 252               | 24 августа 2003 года  |
| Шандийцы вступают в яростную схватку с оставшимися тремя жрецами — Сюрой, Гэдацу и Омом. Тем временем команды Нами и Луффи встречаются возле «Гоинг Мерри». Они собираются вместе и рассказывают друг другу о своих приключениях. Поняв, что где-то на острове точно есть золото, они решают найти его. | |                   |                       |
| 166 | Ночная гулянка перед поиском золота! Грёзы о Варсе! «О:гон дзэнъя мацури! Ва:су э но омои!» (黄金前夜祭！「ヴァース」への想い！)                                                              | 253               | 7 сентября 2003 года  |
| Вайпер приказывает своим воинам временно отступить. Тем временем Пираты Соломенной шляпы устраивают пир. Их замечают местные животные, волки, и сначала ведут себя агрессивно, но после обе стороны неожиданно находят общий язык и начинают праздновать вместе. Нами выясняет, где находится золото, при помощи журнала Ноланда и карт Скайпии и Джаи. Ган Фолл приходит себя и рассказывает Пиратам Соломенной шляпы, почему Высший двор считается на Скайпии священной землёй: он являет собой идеальное подспорье для земледелия, чего не могут позволить островные облака. | |                   |                       |
| 167 | Явление Бога Энеля! Утренняя песнь выжившим «Годдо Энэру то:дзё:!! Икинокори э но ёакэ кёку» (神・エネル登場！！生き残りへの夜明曲)                                                           | 254               | 21 сентября 2003 года |
| Рано утром, на следующий день после ночной гулянки, Усопп идёт к кораблю и замечает странный силуэт, который чинит корабль. Когда Пираты Соломенной шляпы хотят подтвердить его слова, они обнаруживают, что ремонт уже закончен. Луффи и остальные вновь спускают корабль на воду и решают разделиться: Усопп, Санджи, Нами и Ган Фолл на корабле отправятся по млечному пути в обход острова к Городу золота, а Луффи, Робин, Чоппер и Зоро туда же, но напрямую через лес. Тем временем троих жрецов призывают к Энелю — таинственному человеку, управляющему молнией и называемому Богом. Хотя раньше жрецы имели права проводить им испытания только на специально отведённой каждому из них участку острова, Энель разрешает жрецам устраивать свои испытания где угодно. | |                   |                       |
| 168 | Исполинская змея обнажает клыки! Игра на выживание начинается «Киба муку о:хэби! Цуи ни хадзимару сабайтай гэ:му» (牙むく大蛇！遂に始まる生き残り合戦)                                        | 255, 256          | 12 октября 2003 года  |
| Пока Нами и её команда плывут на «Гоинг Мерри» по млечному пути, Луффи с остальными идут через лес. Ган Фолл рассказывает о своём прошлом. а также о том, что шандийцы — бывшие жители Высшего двора и попали на Скайпию вместе с ним (400 лет назад у них ещё не было крыльев). Также он раскрывает, что Энель пришёл откуда-то извне за шесть лет до событий сериала. Тем временем на отряд Луффи нападает гигантская ядовитая змея, и друзья теряют друг друга из виду. | |                   |                       |
| 169 | Смертоносный Реверс! Упорство Демона войны Вайпера «Сутэми но хайгэки! Сэнки Вайпа: но какуго» (捨て身の排撃！『戦鬼』ワイパーの覚悟)                                                         | 256, 257, 258     | 19 октября 2003 года  |
| Ган Фолл рассказывает команде Нами о действии Импульс-ракуши и демонстрирует её силу. Также он упоминает о существовании в прошлом Реверс-ракуши, сила которой в 10 раз больше, чем у Импульс-ракуши, в результате она наносит повреждения даже своему владельцу. Кроме того, он рассказывает о сущности мантры. Энель решает сыграть в игру на выбывание: если считать шандийцев, пиратов Соломенной шляпы, 50 Божьих дружинников Энеля и его самого, в Высшем дворе имеется 81 человек, и он предлагает своим слугам угадать, сколько останется через три часа - после нескольких неловких утверждений он сам ставит на 5 человек. Тем временем шандийцы, вновь нападают, и, проходя по Высшему двору, попадают в ловушку из нитей, поставленную Сюрой. Однако Вайпер, оказавшийся более внимательным, избегает нитей и после обмена ударами использует на Шуре Реверс-ракушу, повредив себе руку. Освободившись, шандийцы решают разделиться. По всему острову начинаются бои между ними и Божьими дружинниками. Луффи сталкивается с Вайпером. | |                   |                       |
| 170 | Ожесточённый бой в полёте! Пират Зоро против Воина Брахама «Ку:тю: но гэкисэн! Кайлзоку Дзоро тай сэнси Бурахаму» (空中の激戦！海賊ゾロVS戦士ブラハム)                                        | 258, 259          | 19 октября 2003 года  |
| По всему острову продолжаются непродолжительные битвы между Божьими дружинниками, шандийцами и командой Луффи. Чоппер предпочитает скрыться, но в результате натыкается на жреца Гэдацу. Робин добирается до руин, но из-за дружинников, которые не ценят историческую важность руин, она также вступает в бой. Зоро сталкивается с Брахамом — шандийцем, орудующим двумя пистолетами, при выстреле ослепляющими противника. Первоначально бой идёт не в пользу мастера меча, однако потом он применяет к Брахаму недавно изученную технику — «Феникс 36 искушений». Луффи начинает схватку с Вайпером, а Энель появляется на «Гоинг Мерри». | |                   |                       |
| 171 | Ревущая Жги-Базука! Луффи против демона войны Вайпера «Унару нэнсё:хо:! Руфи тай сэнки Вайпа:» (唸る燃焼砲！！ルフィVS戦鬼ワイパー)                                                           | 260, 261          | 26 октября 2003 года  |
| После «визита» Энеля Санджи и Усопп находятся в критическом состоянии от удара молнией. Также Энель раскрывает, что все причины войн за Высший двор кроются в наличии там золота, пусть даже Ган Фолл и скайпийцы не понимают, что это такое. После того, как Энель ушёл, на «Гоинг Мерри» нападают Божьи дружинники Хотори и Котори, младшие братья побеждённого Луффи и Санджи жреца Сатори. Тем временем, шандиец Кэндзо, использующий в бою сверхтвёрдые ядра, расправляется с группой дружинников, но потом сталкивается с огромным Воеводой Божьей дружины Ямой и терпит от него поражение. Поняв, что на Луффи выстрелы из пушки снарядами не действуют, Вайпер решает использовать Жги-базуку, оружие, изрыгающее газ и затем поджигающее его. В результате атак шандийца, а также внезапного нападения гигантской змеи, Луффи проваливается под землю. | |                   |                       |
| 172 | Испытание болотом! Чоппер против жреца Гэдацу! «Нума но сирэн! Тёппа: тай синкан Гэдацу!!» (沼の試練！チョッパーVS神官ゲダツ！！)                                                             | 261, 262, 263     | 2 ноября 2003 года    |
| Воевода Божьей Дружины Яма натыкается на Робин, изучающую надписи на руинах, и нападает на неё. Чоппер вынужден вступить в бой с Гэдацу, долговязым жрецом, который постоянно забывает об элементарных вещах (например, не закатывать глаза, чтобы видеть, или открывать рот, чтобы говорить). Использование боевой пилюли сначала мало чем помогает, но за тем при помощи хитрости и силового режима Чоппер побеждает его. Тем временем Айса, которую пугают постоянно замолкающие голоса тех, кто пал в битвах, едет на своём вейвере к Высшему двору, но натыкается на Небесную акулу. Её спасают Пагая и Конис, которые также решили отправиться на остров. Луффи ищет выход из-под земли. | |                   |                       |
| 173 | Абсолютная неуязвимость! Истинная сущность Энеля раскрыта «Мутэки но но:рёку! Акасарэру Энэру но сё:тай» (無敵の能力！明かされるエネルの正体)                                                 | 263, 264          | 9 ноября 2003 года    |
| Нами и Ган Фолл сражаются с Хотори и Котори. Как и Сатори, они очень толстые и ведут себя по-детски. Тем не менее, их несерьёзность помогает их противникам выиграть. Ган Фолл улетает на Пьере, чтобы узнать, что задумал Энель, несмотря на возражения Нами. Пагая, Конис и Айса находят «Гоинг Мерри». Пагая возвращает Нами, к её большой радости, полностью восстановленный вейвер (тот самый, который Пираты Соломенной шляпы нашли на старом галеоне). Воин Шандии по имени Камакири нападает на Энеля, но все физические атаки против «бога» бесполезны — оружие просто проходит сквозь него. В конце концов Энель генерирует мощный удар молнии, в результате которого способность сражаться теряют сразу 20 шандийцев и дружинников. | |                   |                       |
| 174 | Таинственный город! Величественные руины Шандоры! «Мабороси но то! Ю:дай нару Сяндора но исэки!!» (幻の都！雄大なるシャンドラの遺跡！！)                                                      | 263—266, 268, 272 | 16 ноября 2003 года   |
| Робин приходит в ярость от того, что Воевода Дружины Яма разрушает всё вокруг, не заботясь о важности письмён на руинах. Она уводит его подальше от них и обрушивает на Яму всю мощь своего Дьявольского плода Цвети-Цвети. После этого она исследует руины и выясняет, что значительная часть города находится ниже уровня облаков, и поэтому спускается ниже. Луффи в поисках выхода начинает испытывать голод. За Зоро увязывается гигантская Южная птица, которая надеется, что у Зоро в котомке найдётся еда. | |                   |                       |
| 175 | Шанс выживания — 0%! Чоппер против жреца Ома «Сэйсон рицу зэро па:сэнто!! Тёппа тай синкан О:му» (生存率０%！！チョッパーVS神官オーム)                                                        | 266, 267          | 21 декабря 2003 года  |
| После победы над Гэдацу Чоппер взбирается по гигантскому бобовому стеблю на уровень выше, где его встречает жрец Ом, проводящий Испытание железом. Несмотря на все попытки Чоппера скрыться, Ом поражает его своим мечом. После этого жрец замечает Ган Фолла, который спустился с верхушки бобового стебля, где находится святилище Энеля — как оказалось, бог убил всех своих слуг и спустился на остров (поэтому он и оказался на «Гоинг Мерри»). Зоро, заблудившись, выходит обратно к Алтарю жертвоприношений, после чего сопровождающая его Южная птица хватает его за рюкзак, где был провиант, и относит к Ому и Ган Фоллу. Луффи доходит до конца тоннеля, но выхода не находит — он и не подозревает, что его проглотила гигантская змея. | |                   |                       |
| 176 | Покорим огромный бобовый стебель! Разборки в верхних развалинах «Кёдай мамэ цуру о ноборэ!! Дзё:со: исэки но сито:» (巨大豆蔓”を登れ！！上層遺跡の死闘)                                       | 268, 269          | 4 января 2004 года    |
| Вайпер, Зоро, Ом, Ган Фолл и гигантская змея начинают бой на верхних развалинах. Божьи дружинники преследуют Нами, Айсу других шандийцев, которые направляются к гигантскому стеблю. Лаки немного отстаёт от них. Через некоторое время они поднимаются на верхние развалины. Вайпер выстреливает в Нами, за которую держится Айса. Их спасает Ган Фолл, но троицу проглатывает змея. Вайпер и Зоро ошеломлены. Этим воспользовались Ом и его собака Святик, нанеся удар. | |                   |                       |
| 177 | Истинная опасность Испытания железом! Смертельный поединок с белыми терниями! «Тэцу но сирэн но синкоттё:! Сиройбара дэсуматти!!» (鉄の試練の真骨頂！白荊デスマッチ！！)                      | 270, 271          | 18 января 2004 года   |
| Святик выстраивает купол из ловушек Ома, который накрывает всё поле боя. Лаки вспоминает становление шандийцев и начинает взбираться на стебель. Поднявшись наверх, она пытается убедить Вайпера выйти из боя, поскольку у него нет шансов против Энеля. Тут появляется Энель, бьет ее током и уходит. Бой продолжается. Луффи встречает проглоченную троицу и, наконец, понимает, что он внутри змеи. | |                   |                       |
| 178 | Схлестнув клинки! Неистовое противостояние Зоро и жреца Ома! «Хотобасиру дзангэги! Дзоро тай синкан О:му!!» (ほとばしる斬撃！ゾロVS神官オーム！！)                                            | 271, 272          | 25 января 2004 года   |
| Бой под куполом продолжается. Зоро приходится отступить из-за мантры Ома. Но затем использует воздушную атаку Феникс 36 искушений, которая отбивает железное облако и поражает Ома. Тем временем Айса, воспользовавшись переполохом из-за движения змеи, берет копьё Гана Фолла и хочет убить его. Нами пытается её уговорить, но Айса, решившись, направляет копье на свою цель. В этот момент Луффи останавливает копьё. Робин находит старые рельсы, встречает Энеля и случайно рассказывает про золотой колокол. К Конис и Пагае приползает раненый дружинник и говорит, что Энель хочет вернуть все на место и что это погубит всех небесных жителей. Бог слышит это и ударяет мощнейшим ударом «Эль Тор». В последний момент Папагей успевает оттолкнуть Конис. | |                   |                       |
| 179 | Крах верхних развалин! Квинтет в заключительном акте! «Кудзурэ юку дзё:со: исэки! Сю:ёку э но годзю:со:!» (崩れゆく上層遺跡！終曲への五重奏！！)                                              | 272, 273          | 1 февраля 2004 года   |
| Конис на волновике отправляется к жителям оставив Гоинг мери и раненых на Су, чтобы предупредить о планах Энеля. Энель обрушивает свод и оставшиеся падают в низ к руинам, Нами и Рыцарю удается выскочить из змеи. Луфи и Сальса остаются внутри к ним на помощь пришел Пьер. Энель бьет по змее молнией. Робин, Зоррро Рыцарь и Вейпер объединяются против Энеля. | |                   |                       |
| 180 | Битва среди древних руин! Цель Бога Энеля! «Кодай исэки но тайкэцу! Годдо Энэру но мокутэки» (古代遺跡の対決！神・エネルの目的)                                                               | 274, 275          | 8 февраля 2004 года   |
| Энель раскрывает свои планы по вознесению на свою родину, край бесконечной Варсы, но для этого небесная земля должна вернуться в синее море. Энель наносит смертельный удар бывшему богу. Так пираты соломенной шляпы выясняют что он съел дьявольский плод и получил силу бога молнии. Как Энель и предсказывал спустя 3 часа уцелело всего 5 человек, им он и предлагает присоединиться, но поняв что Робин пыталась его обмануть атакует её. В бой вступает Зорро, Вайпер помогает ему благодаря совместным атаками Вайперу удается ранить Энеля. | |                   |                       |
| 181 | Исход к Варсе Обетованной — Ковчег Максим! «Фэари ва:су э но ябо: хакобунэ Макусиму!!» (限りない大地への野望方舟マクシム！！)                                                                 | 275, 276, 277     | 15 февраля 2004 года  |
| Атака Вайпера не приносит ожидаемого результата а результате чего тот оказывается сражен, следующим падает Зорро. Энель добивает Вайпера, а Нами говорит что хочет присоединиться к нему. Энель приводит Нами к своему кораблю способному преобразовывать молнию в механическую энергию, ковчег Максим. Луффи удается выбраться из змеи, он видит павших товарищей. Робин говорит что Нами ушла с богом и что всему острову грозит беда. Луффи просит Айсу показать где оставшиеся два голоса. | |                   |                       |
| 182 | Долгожданная битва! Пират Луффи против бога Энеля! «Цуи ни гэкитоцу! Кайдзоку Руфи тай Годдо Энэру!!» (遂に激突！海賊ルフィVS神・エネル！！)                                                  | 276—279           | 22 февраля 2004 года  |
| Конис добирается до города и хоть жители сперва ей не верят она все же находит способ их переубедить. Луффи вступает в бой с Энелем, атаки того не действуют, атаки же Луффи в свою очередь достигают цели. | |                   |                       |
| 183 | «Максим» взлетает! Энель активирует Дэспию! «Макусиму удзё:! Угокихадзимэта Дэсупиа!!» (マクシム浮上！動き始めたデスピア！！)                                                                 | 280, 281          | 29 февраля 2004 года  |
| Энель находит способ как противостоять Луффи и поднимает Максим в воздух, он атакует город грозовыми облаками с молниями. Луффи изо всех сил противостоит ему. | |                   |                       |
| 184 | Луффи падает! Божий суд и желание Нами! «Руфи ракука! Ками но сабаки то Нами но нодзоми!!» (ルフィ落下！神の裁きとナミの望み！！)                                                             | 282, 283          | 7 марта 2004 года     |
| Луффи избивает Энеля но корабль продолжает взлетать. Энель поднимается и заковывает руку Луффи в шар из золота и скидывает вниз с корабля. Тем временем в себя приходят Санджи с Усопом и отправляются на помощь Нами. | |                   |                       |
| 185 | Парочка очнулась! Любовная эвакуация! «Мэсамэта футари! Моэру кои но кю:сюцу дзэнсэн!!» (目覚めた二人！燃える恋の救出前線！！)                                                                | 283, 284          | 14 марта 2004 года    |
| Усоп и Санжди пробираются на корабль Энеля. Робин пытается спасти тех кто остался в руинах города без сознания. Шандийцы принимают решение эвакуироваться с острова. Усоп заступается за Нами когда Энель пытается ее убить, одноко Энель без труда побеждает Усопа, когда Нами на волновике пробует спасти Усопа, Санджи приходит им на выручку. Усоп и Нами падают с корабля, Санджи падает без сознания перед этим повредив механизм корабля. | |                   |                       |
| 186 | Каприччио отчаяния! Небесный остров вот-вот рухнет! «Дзэцубо: э но кё:со:кёку хакари куру сорадзима но сё:мэцу!!» (絶望への狂想曲迫り来る空島の消滅！！)                                      | 284, 285, 286     | 21 марта 2004 года    |
| Пока Энель отправляется на поиски поломки Усоп вытаскивает Санджи из корабля. Луффи пытаясь подняться к кораблю находит Робин оставляя на ее попечение Айсу с Пьером, позже их находит Нами с Усопом и Санджи. Молния учащается. | |                   |                       |
| 187 | Ведомые звоном колокола! История воина и мореплавателя! «Канэ но ото но митибики! Дайсэнси то синкэнка но моногатари» (鐘の音の導き！大戦士と探検家の物語)                                    | 286, 287, 288     | 28 марта 2004 года    |
| Нами отправляется за Луффи. Нам рассказывают предысторию острова и легенд о нем. | |                   |                       |
| 188 | Избавление от проклятия! Слёзы великого воина! «Дзюбаку кара но кайхо:! Дайсэнси га нагасита намида!!» (呪縛からの解放！大戦士が流した涙！！)                                                 | 289, 290, 291     | 28 марта 2004 года    |
| 189 | Друзья навек! Звон клятвенного колокола! «Эйэн но синъю:! Дайкайгэн ни хибику тикай но канэ» (永遠の親友！大海原に響く誓いの鐘)                                                               | 291, 292, 293     | 4 апреля 2004 года    |
| 190 | Ангельский остров уничтожен! Грядёт Громово Царствие! «Эндзэрусима сё:мэцу! Райго: ко:рин но кё:фу!!» (エンジェル島消滅！雷迎降臨の恐怖！！)                                                  | 294, 295          | 25 апреля 2004 года   |
| 191 | Свалим Джека-великана! Последняя надежда на побег! «Кёдай мамэ цурц о таосэ! Дассюцу э но сайго: но нодзоми» (巨大豆蔓を倒せ！脱出への最後の望み)                                             | 295, 296, 297     | 2 мая 2004 года       |
| 192 | Чудо в божьем краю! Ангелы слышат песнь острова! «Ками но куни но кисэки! Тэнси ни тодоита рабусонгу» (神の国の奇跡！天使に届いた島の歌声)                                                    | 297, 298          | 9 мая 2004 года       |
| 193 | Битва окончена! Эхом звучит величавая фантазия!Битва окончена! Эхом звучит величавая фантазия! «Татакай но сю:эн! То:ку хибики хокори такаки гэнсо:кёку» (戦いの終焉！遠く響く誇り高き幻想曲) | 299, 300          | 23 мая 2004 года      |
| 194 | Я был здесь! Нить, сплетённая понеглифами! «Варэ коко ни итару! По:нэгурифу га цумугу моно» (我ここに至る！歴史の本文が紡ぐもの)                                                              | 301               | 6 июня 2004 года      |
| 195 | Курс на Синее море! Финал, сотканный из чувств! «Идза сэйкай э!! Омои га сибаринасу сайсю: гакусё:» (いざ青海へ！！想いが織りなす最終楽章)                                                    | 302, 303          | 13 июня 2004 года     |

### G-8 (филлер)
| 196 | Объявлено чрезвычайное положение! Вторжение печально известного пиратского корабля! «Hijō Jitai Hatsumei! Akumei Takaki Kaizokusen Sennyū» (非常事態発令！悪名高き海賊船潜入！) | Нет (филлер)                  | 20 июня 2004 года     |
| Корабль Луффи опускается на воду прямо в центре одной из баз морского дозора. Прежде чем солдаты окружили корабль, пираты успели его покинуть и скрылись где-то на базе. | |                               |                       |
| 197 | Кок Санджи! Проявление мастерства в столовой Морского дозора! «Ryōrinin Sanji! Kaigun Shokudō de Shinka Hakki!» (料理人サンジ！海軍食堂で真価発揮！)                            | Нет (филлер)                  | 27 июня 2004 года     |
| 198 | Зоро в заточении и срочная операция Чоппера! «Towareta Zoro to Choppā Kinkyū Shittō» (囚われたゾロとチョッパー緊急執刀！)                                                       | Нет (филлер)                  | 11 июля 2004 года     |
| 199 | Разведсеть Дозора не дремлет! Второй соратник угодил в капкан! «Hakaru Kaigun no Sōsamō! Towareta Futarime!» (迫る海軍の捜査網！囚われた二人目！)                               | Нет (филлер)                  | 18 июля 2004 года     |
| 200 | Бесстрашные Луффи и Санджи! Грандиозная спасательная операция! «Kesshi no Rufi to Sanji! Kūshutsu Daisakusen!» (決死のルフィとサンジ！救出大作戦！)                             | Нет (филлер)                  | 8 августа 2004 года   |
| 201 | Спецотряд «Запал» вступает в бой! Сражение на мосту! «Netsuketsu Tokubetsu Butai Sansen! Burijji Kōbōsen!» (熱血特別部隊参戦！ブリッジ攻防戦！)                                 | Нет (филлер)                  | 5 сентября 2004 года  |
| 202 | Прорыв сквозь осаду! Отвоюем «Гоинг Мерри» «Hōimō Toppa! Dakkan Gōingu Merī-gō» (包囲網突破！奪還ゴーイングメリー号)                                                            | Нет (филлер)                  | 12 сентября 2004 года |
| 203 | Пиратский корабль скрылся из виду! Сражение при крепости, раунд второй «Kieta Kaizokusen! Yōsai Kōbō Dai 2 Raundo» (消えた海賊船！要塞攻防第２ラウンド)                         | Нет (филлер) + 303 (частично) | 19 сентября 2004 года |
| 204 | Операция по возвращению золота и вейвера! «Ōgon Dakkan Sakusen to Ueibā Kaishū Sakusen!» (黄金奪還作戦とウエイバー回収作戦！)                                                   | Нет (филлер)                  | 3 октября 2004 года   |
| 205 | Поймать всех разом! Безупречная секретная тактика Джонатана «Ichimōdajin Keikaku! Jonasan Jishin no Hisaku!» (一網打尽計画！ジョナサン自信の秘策)                               | Нет (филлер)                  | 3 октября 2004 года   |
| 206 | Прощай, крепость Морского Дозора! Последний бой за свободу «Saraba Kaigun Yōsai! Dasshutsu e no Saigō no Kōbō» (さらば海軍要塞！脱出への最後の攻防)                             | Нет (филлер)                  | 10 октября 2004 года  |